# Комсомольская улица (Новомосковск)
Комсомо́льская у́лица — улица в городе Новомосковске. Располагается в центральной части города.

## История и расположение
Появилась на карте города согласно первоначальному генплану застройки в 1930-х годах. Являлась продолжением Комсомольского шоссе (и улицы Мира), транспортной магистрали, связывающей «соцгород» с промышленными предприятиями и производствами в северной части города. В средней части улицы находится центральная городская площадь, которую в канун Нового года ежегодно украшает городская новогодняя ёлка с изысканными гирляндами и огнями (создана по инициативе директора предприятия «Городская электросеть» Виталия Андреевича Юрикова). Также улицу украшает бульвар.
В январе 1964 года участок улицы Комсомольской решением исполкома Новомосковского горсовета переименован в улицу имени С. Кукунина, которая протянулась далее на восток от улицы Калинина до лесопарка.
В начале улицы находится железнодорожная станция Новомосковск-1, автовокзал и гостиница «Россия». Улицу пересекают: улицы Берёзовая, Трудовые Резервы, Октябрьская, Московская, Свердлова и Калинина. Слева примыкают: улицы Мира, Зелёная, парк с детской железной дорогой и улица Присягина. Справа примыкают: улицы Гвардейская и Солнечная. Продолжением улицы на востоке является улица Кукунина, после пересечения с улицей Шахтёров.
Ранее на улице было три кинотеатра. В настоящее время в бывшем кинотеатре «Восход» располагается торговый центр. В бывшем кинотеатре «Дружба» долгое время располагался развлекательный комплекс, затем здание долго стояло заброшенным и было снесено, на его месте в 2012 году построен гипермаркет. В кинотеатре «Победа» некоторое время находился Центр традиционной народной культуры, затем кинотеатр был отреставрирован и вновь открыт 22 февраля 2011 года.

## Здания и сооружения
По нечётной стороне:
- дом 15 — Новомосковский институт РХТУ
- дом 37 — одна из двух сталинских высоток, называемых горожанами «вышками»[1]

По чётной стороне:
- Гостиница «Россия» (построена в октябре 1965 года[5])
- дом 8 — редакция газеты «Новомосковская правда», городской суд
- дом 16 — Новомосковский историко-художественный музей
- дом 30 — администрация города Новомосковска
- дом 32 — ПНИУИ

## Памятники
- Скульптура у истока реки Дон в городском парке.
- Напротив дома № 18 — памятник В. Ф. Рудневу
- У входа в историко-художественный музей — участница освобождения города в 1941 году БМ-13-16.

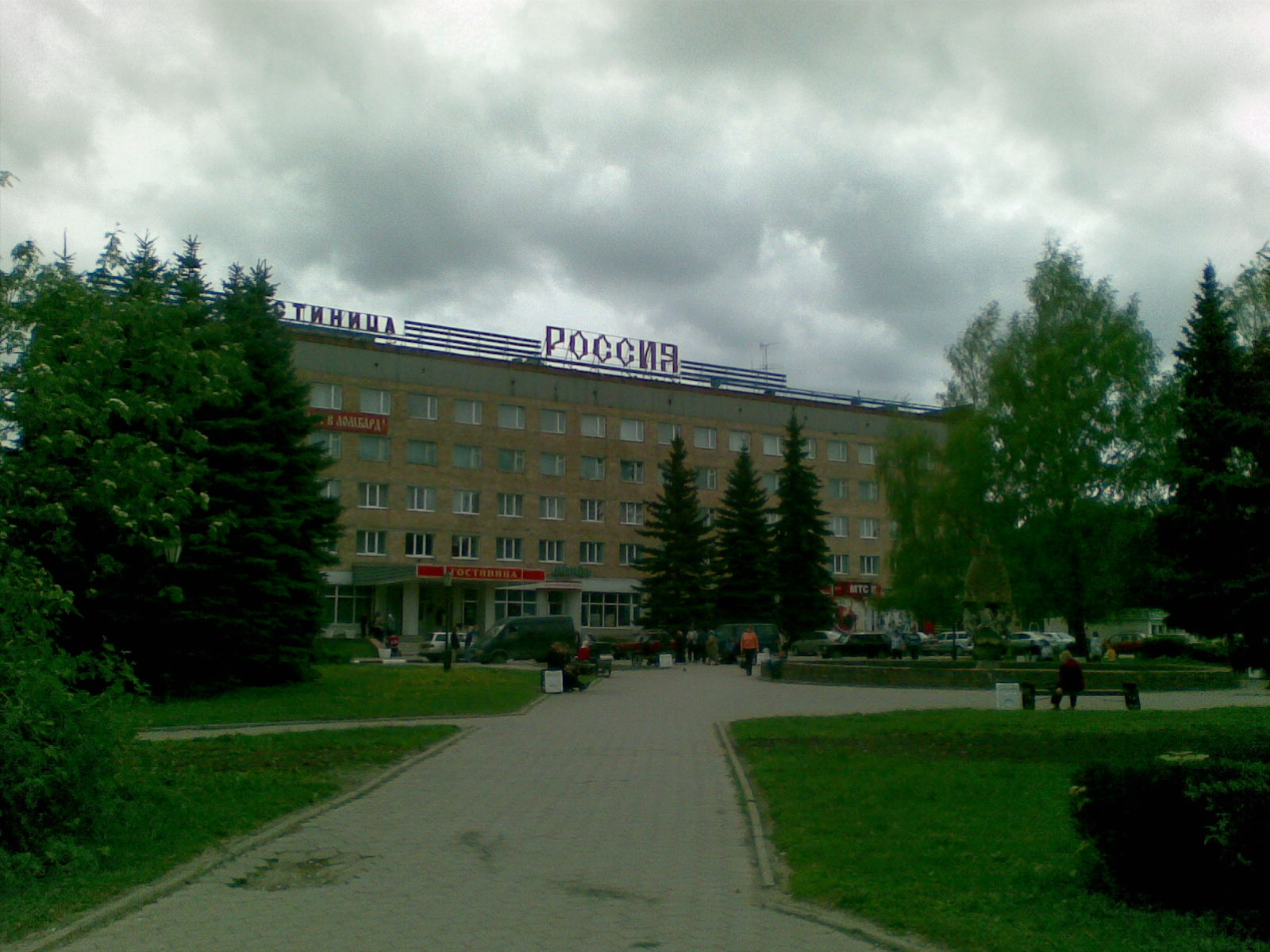
Гостиница «Россия».
Скульптура у истока реки Дон в городском парке.
Памятник В. Ф. Рудневу.
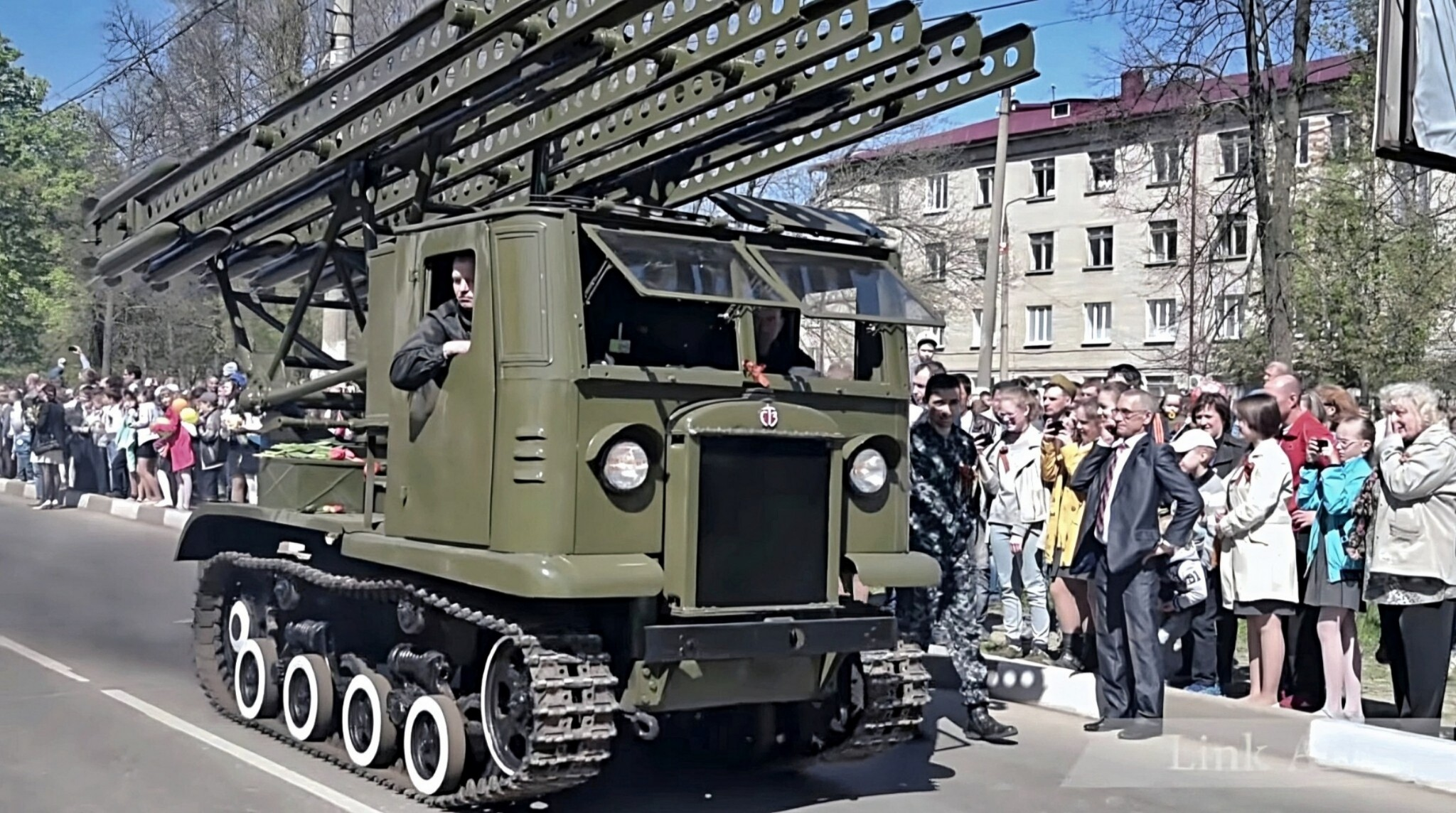
Участница освобождения города в 1941 году — БМ-13-16 у входа в Историко-художественный музей.
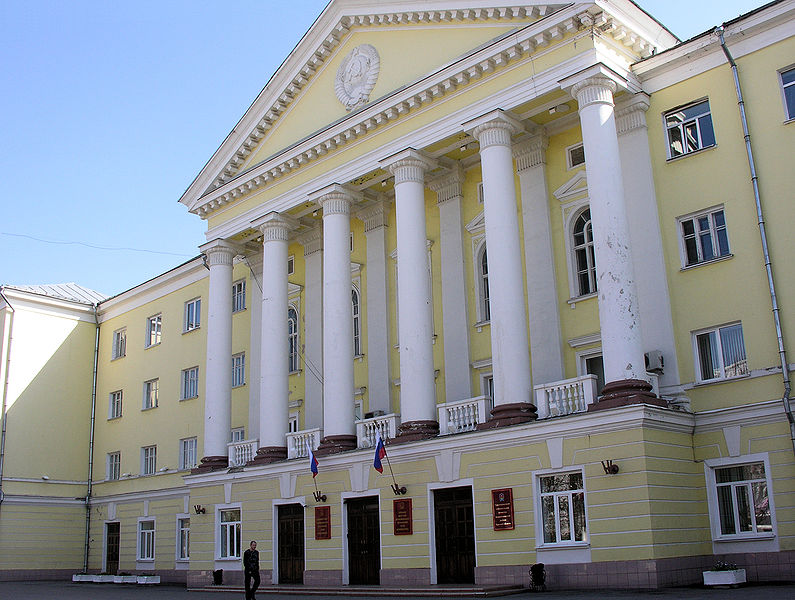
Здание администрации г. Новомосковска.
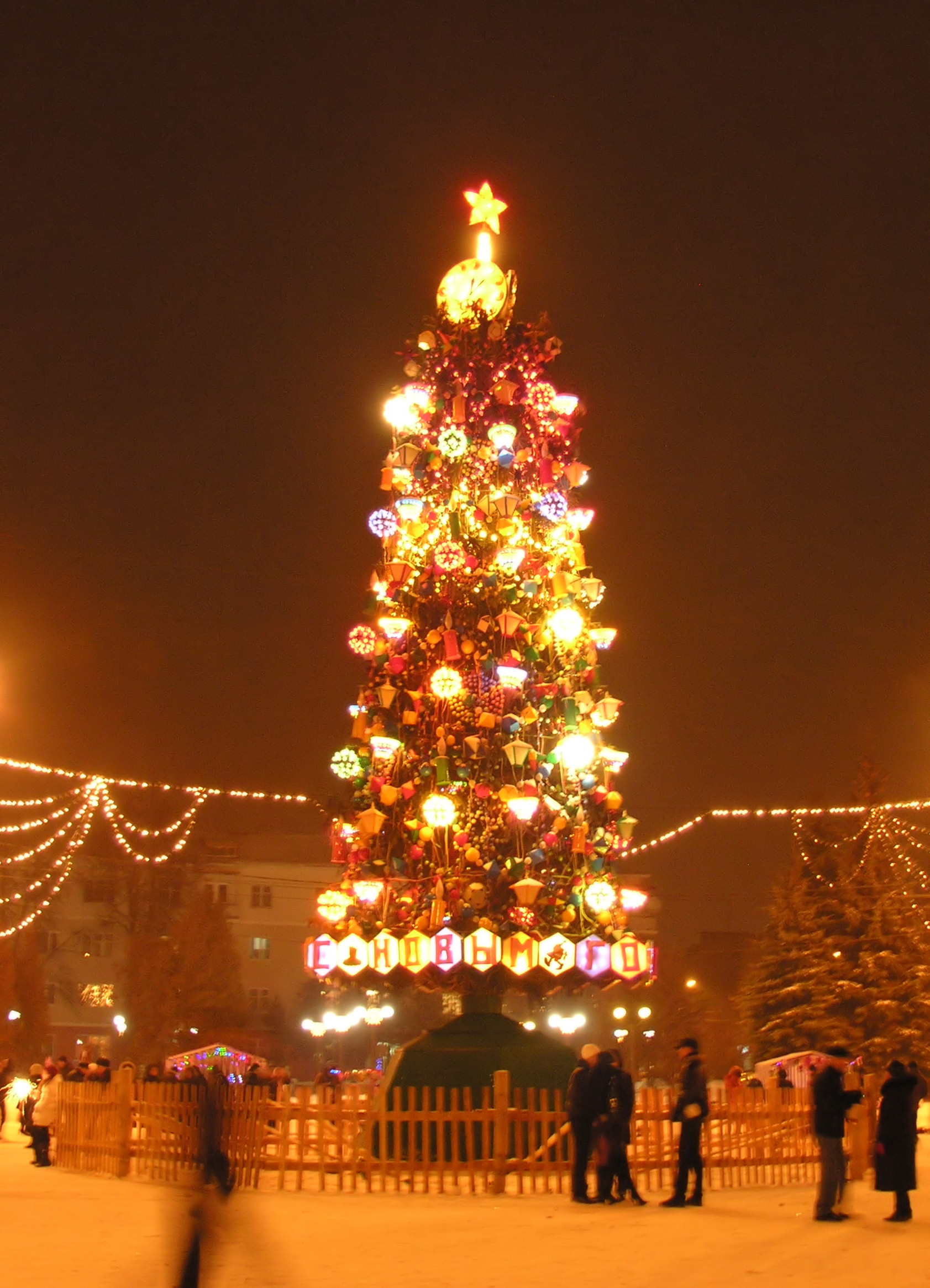
Городская новогодняя ёлка на центральной площади.
Скульптура шахтёра у здания ПНИУИ на центральной площади.
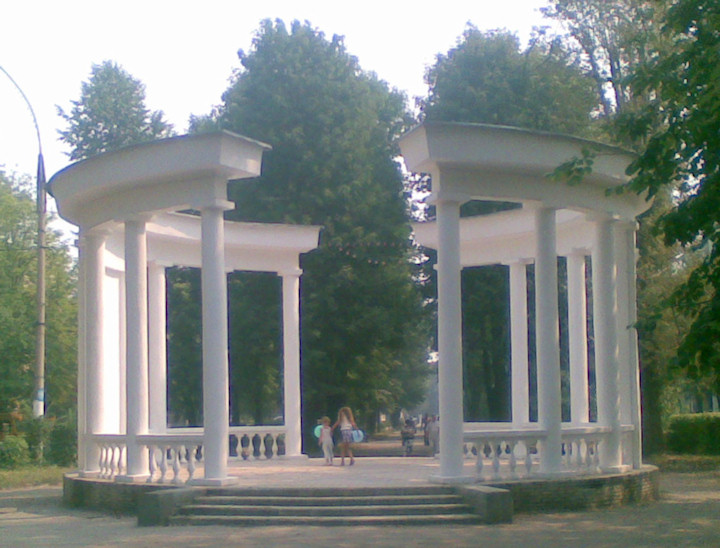
Ротонда на бульваре по улице Комсомольская.
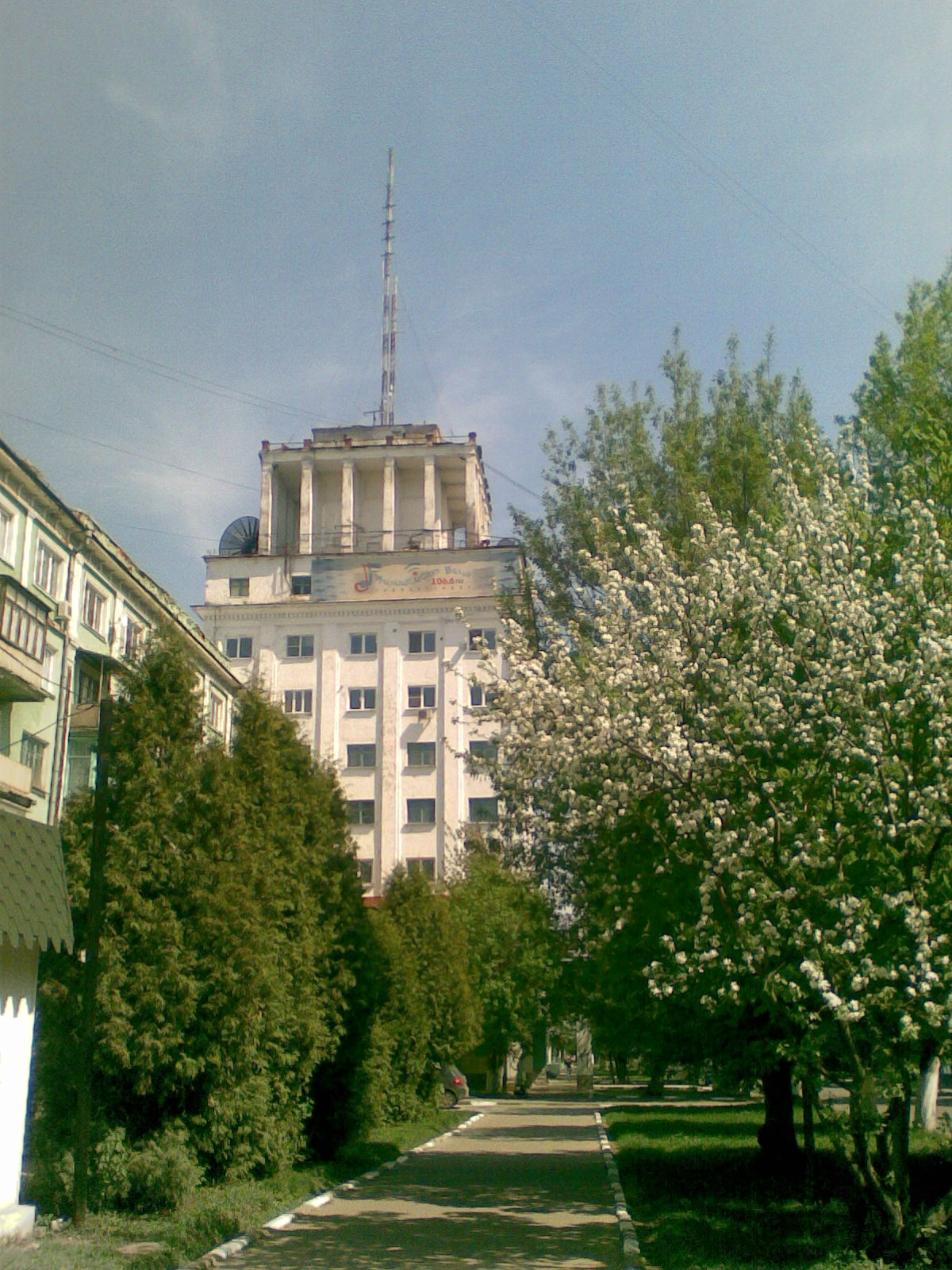
Одна из двух сталинских высоток в центре города, называемых горожанами «вышками».